# Bloodflowerz
Bloodflowerz był niemieckim zespołem gothic metalowym/gothic rockowym. Nim zaczęli nagrywać dla Silverdust Records w 2002, na swoim koncie mieli już zrealizowane 3 albumy i 2 EP.
W 2002 roku zespół wypuścił swój debiutowy album - “Diabolic Angel”. Około rok później został wydany następny album “7 Benedictions / 7 Maledictions“.

## Muzycy

### Ostatni znany skład
- Kirsten Zahn - wokal
- Tim Schwarz - perkusja
- Jogi Laser - gitara
- Jan Beckmann - gitara basowa

### Byli członkowie
- Markus Visser - gitara
- Nille Mahl - gitara
- Jojo Schulz - gitara eleketryczna/basowa

## Dyskografia
- Diabolical Angel (2002,EP)
- Diabolical Angel (2002, album)
- Bloodflowerz Promo (2003, Split With End OF Green)
- 7 Benedictions / 7 Maledictions (2003, album)
- Damaged Promisses (2006,EP)
- Dark Love Poems (2006, album)